# Berberidopsidales
Berberidopsidales er en lille orden inden for de tokimbladede.
| Familier |

- Aetoxicaceae
- Berberidopsidaceae

Under det gamle Cronquists system, var Berberis-familien anbragt i Flacourtiaceae, og Aetoxicon-familien i Træmorder-ordenen.